# 단일 장애점

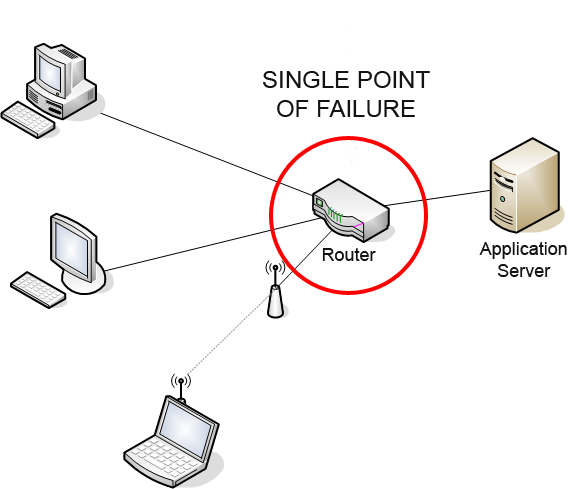

단일 장애점(單一障礙點, 영어: single point of failure, SPOF)은 시스템 구성 요소 중에서, 동작하지 않으면 전체 시스템이 중단되는 요소를 말한다. 예를 들어 이더넷 케이블과 전원, 이더넷 허브(HUB), 접속 단말들의 NIC(Network Interface Card) 등으로 이루어진 간단한 이더넷(Ethernet) 네트워크 시스템에 있어서 네트워크 허브(HUB) 장치의 전원은 SPOF이다. 허브의 전원이 차단됨과 동시에 나머지 모든 요소들은 네트워크를 사용할 수 없다. 높은 가용성을 추구하는 네트워크, 소프트웨어 애플리케이션, 상용 시스템에 단일 장애점이 있는 것은 바람직하지 않다. 단일 고장점, 단일 실패점이라고도 한다.
잠재적인 단일 장애점을 평가함으로써, 복잡한 시스템 안에서 오작동 시 전체 시스템 중단을 야기하는 치명적인 컴포넌트를 판별할 수 있다. 높은 신뢰성을 요구하는 시스템은 단일 컴포넌트에 의존하지 않는 것이 좋다.

## 예방
전체 시스템 중단을 예방하는 전략은 다음과 같다.
복잡도 낮추기
복잡한 시스템은 필요한 수준까지 복잡도를 분해하는 원칙에 따라 설계해야 한다.
복제
복제 시스템은 주요 컴포넌트가 중단되면 정상 동작하는 다른 컴포넌트로 자동 전환되거나 제어권을 넘기도록, 동일한 컴포넌트를 두 개 이상 유지한다.
다양성
복제의 특화된 개념으로, 컴포넌트의 기능을 서로 다른 방식으로 설계한다. 같은 기능을 다른 설계로 개발하면, 동일한 조건에서 복제 컴포넌트가 동시에 중단되는 가능성을 줄일 수 있다.
투명성
시스템의 장기적인 신뢰성은 투명성과 정확한 문서화에 의해 좌우된다.

## 같이 보기
- 신뢰성 공학